# Cyclocosmia
Genre
Synonymes
- Chorizops Ausserer, 1871
- Halonoproctus Pocock, 1901

Cyclocosmia est un genre d'araignées mygalomorphes de la famille des Halonoproctidae.

## Distribution
Les espèces de ce genre se rencontrent en Asie de l'Est, en Asie du Sud-Est, en Amérique du Nord et en Amérique centrale.

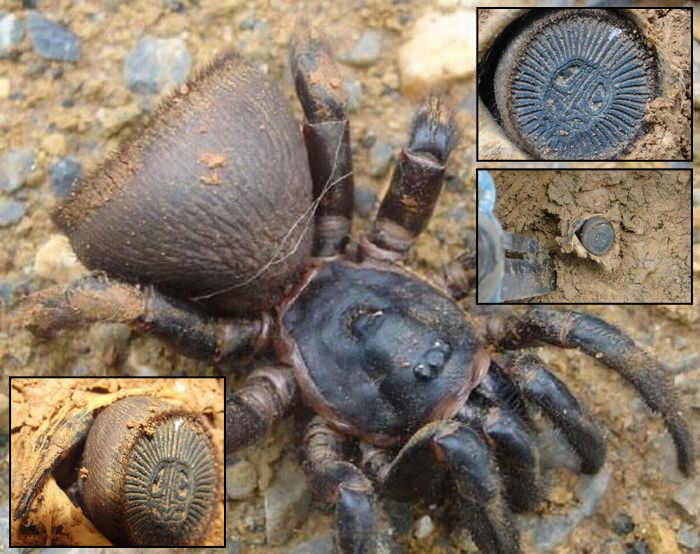
Cyclocosmia

## Liste des espèces
Selon World Spider Catalog (version 26, 16/04/2025) :
- Cyclocosmia abramovi Sherwood, 2024
- Cyclocosmia johndenveri Sherwood, Warhol & Bianco, 2025
- Cyclocosmia lannaensis Schwendinger, 2005
- Cyclocosmia latusicosta Zhu, J. X. Zhang & F. Zhang, 2006
- Cyclocosmia liui Xu, Xu & Li, 2017
- Cyclocosmia loricata (C. L. Koch, 1842)
- Cyclocosmia ricketti (Pocock, 1901)
- Cyclocosmia ruyi Yu & F. Zhang, 2023
- Cyclocosmia siamensis Schwendinger, 2005
- Cyclocosmia sublatusicosta Yu & Zhang, 2018
- Cyclocosmia subricketti Yu & Zhang, 2018
- Cyclocosmia torreya Gertsch & Platnick, 1975
- Cyclocosmia truncata (Hentz, 1841)

## Systématique et taxinomie
Ce genre a été décrit par Ausserer en 1871 dans les Theraphosidae. Il est placé dans les Halonoproctidae par Godwin, Opatova, Garrison, Hamilton et Bond en 2018.
Halonoproctus a été placé en synonymie par Simon en 1903.
Chorizops, placé en synonymie par Banks en 1910, relevé de synonymie par Petrunkevitch en 1911, a été placé en synonymie par Gertsch et Platnick en 1975.

## Publication originale
- Ausserer, 1871 : « Beiträge zur Kenntniss der Arachniden-Familie der Territelariae Thorell (Mygalidae Autor). » Verhandlungen der Kaiserlich-Königlichen Zoologisch-Botanischen Gesellschaft in Wien, vol. 21, p. 117-224 (texte intégral).